# Roppenheim
Roppenheim est une commune française située dans la circonscription administrative du Bas-Rhin et, depuis le 1er janvier 2021, dans le territoire de la Collectivité européenne d'Alsace, en région Grand Est.
Cette commune se trouve dans la région historique et culturelle d'Alsace.

## Géographie
| Kauffenheim | Forstfeld  | Beinheim   |
| Leutenheim  | Roppenheim |            |
| Rœschwoog   | Fort-Louis | Neuhaeusel |

### Hydrographie

#### Réseau hydrographique
La commune est dans le bassin versant du Rhin au sein du bassin Rhin-Meuse. Elle est drainée par la Sauer, le ruisseau le Landallemendgraben et le ruisseau le Rennel,.
La Sauer, d'une longueur de 64 km, prend sa source dans la commune de Lembach et se jette  dans le Rhin en rive gauche à Munchhausen, après avoir traversé 19 communes. Les caractéristiques hydrologiques de la Sauer sont données par la station hydrologique située sur la commune de Beinheim. Le débit moyen mensuel est de 3,63 m3/s. Le débit moyen journalier maximum est de 34,8 m3/s, atteint lors de la crue du 9 janvier 2011. Le débit instantané maximal est quant à lui de 39 m3/s, atteint le même jour.

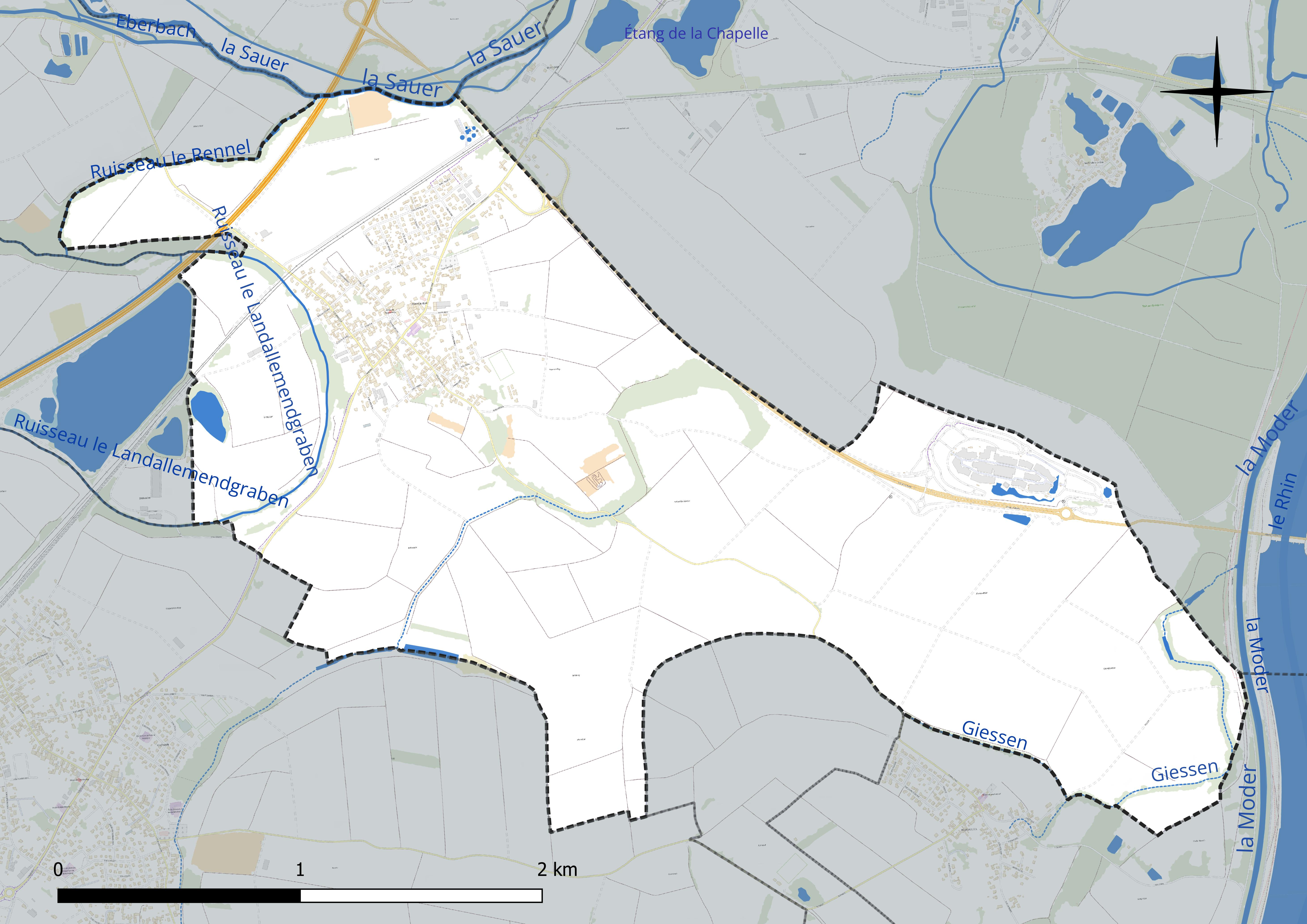
Réseau hydrographique de Roppenheim.

#### Gestion et qualité des eaux
Le territoire communal est couvert par le schéma d'aménagement et de gestion des eaux (SAGE) « Ill Nappe Rhin ». Ce document de planification concerne la nappe phréatique rhénane, les cours d'eau de la plaine d'Alsace et du piémont oriental du Sundgau, les canaux situés entre l'Ill et le Rhin et les zones humides de la plaine d'Alsace. Le périmètre s’étend sur 3 596 km2. Il a été approuvé le 17 janvier 2005. La structure porteuse de l'élaboration et de la mise en œuvre est la région Grand Est. 
La qualité des cours d’eau peut être consultée sur un site dédié géré par les agences de l’eau et l’Agence française pour la biodiversité. 

### Climat
Pour des articles plus généraux, voir Climat du Grand Est et Climat du Bas-Rhin.
En 2010, le climat de la commune est de type climat des marges montargnardes, selon une étude du Centre national de la recherche scientifique s'appuyant sur une série de données couvrant la période 1971-2000. En 2020, Météo-France publie une typologie des climats de la France métropolitaine dans laquelle la commune est exposée à un climat semi-continental et est dans la région climatique  Alsace, caractérisée par une pluviométrie faible, particulièrement en automne et en hiver, un été chaud et bien ensoleillé, une humidité de l’air basse au printemps et en été, des vents faibles et des brouillards fréquents en automne (25 à 30 jours). 
Pour la période 1971-2000, la température annuelle moyenne est de 10,7 °C, avec une amplitude thermique annuelle de 17,9 °C. Le cumul annuel moyen de précipitations est de 876 mm, avec 11,2 jours de précipitations en janvier et 10,1 jours en juillet. Pour la période 1991-2020, la température moyenne annuelle observée sur la station météorologique de Météo-France la plus proche, « Scheibenhard », sur la commune de Scheibenhard à 16 km à vol d'oiseau, est de 11,8 °C et le cumul annuel moyen de précipitations est de 739,0 mm. 
La température maximale relevée sur cette station est de 38,8 °C, atteinte le 7 août 2015 ; la température minimale est de −15,2 °C, atteinte le 11 janvier 2009,,. 
Les paramètres climatiques de la commune ont été estimés pour le milieu du siècle (2041-2070) selon différents scénarios d'émission de gaz à effet de serre à partir des nouvelles projections climatiques de référence DRIAS-2020. Ils sont consultables sur un site dédié publié par Météo-France en novembre 2022.

## Urbanisme

### Typologie
Au 1er janvier 2024, Roppenheim est catégorisée bourg rural, selon la nouvelle grille communale de densité à sept niveaux définie par l'Insee en 2022.
Elle est située hors unité urbaine et hors attraction des villes,.

### Occupation des sols
L'occupation des sols de la commune, telle qu'elle ressort de la base de données européenne d’occupation biophysique des sols Corine Land Cover (CLC), est marquée par l'importance des territoires agricoles (80,8 % en 2018), en diminution par rapport à 1990 (86,5 %). La répartition détaillée en 2018 est la suivante : terres arables (73,6 %), zones urbanisées (8,1 %), zones agricoles hétérogènes (7,2 %), forêts (5,9 %), zones industrielles ou commerciales et réseaux de communication (4,7 %), eaux continentales (0,6 %). L'évolution de l’occupation des sols de la commune et de ses infrastructures peut être observée sur les différentes représentations cartographiques du territoire : la carte de Cassini (XVIIIe siècle), la carte d'état-major (1820-1866) et les cartes ou photos aériennes de l'IGN pour la période actuelle (1950 à aujourd'hui).

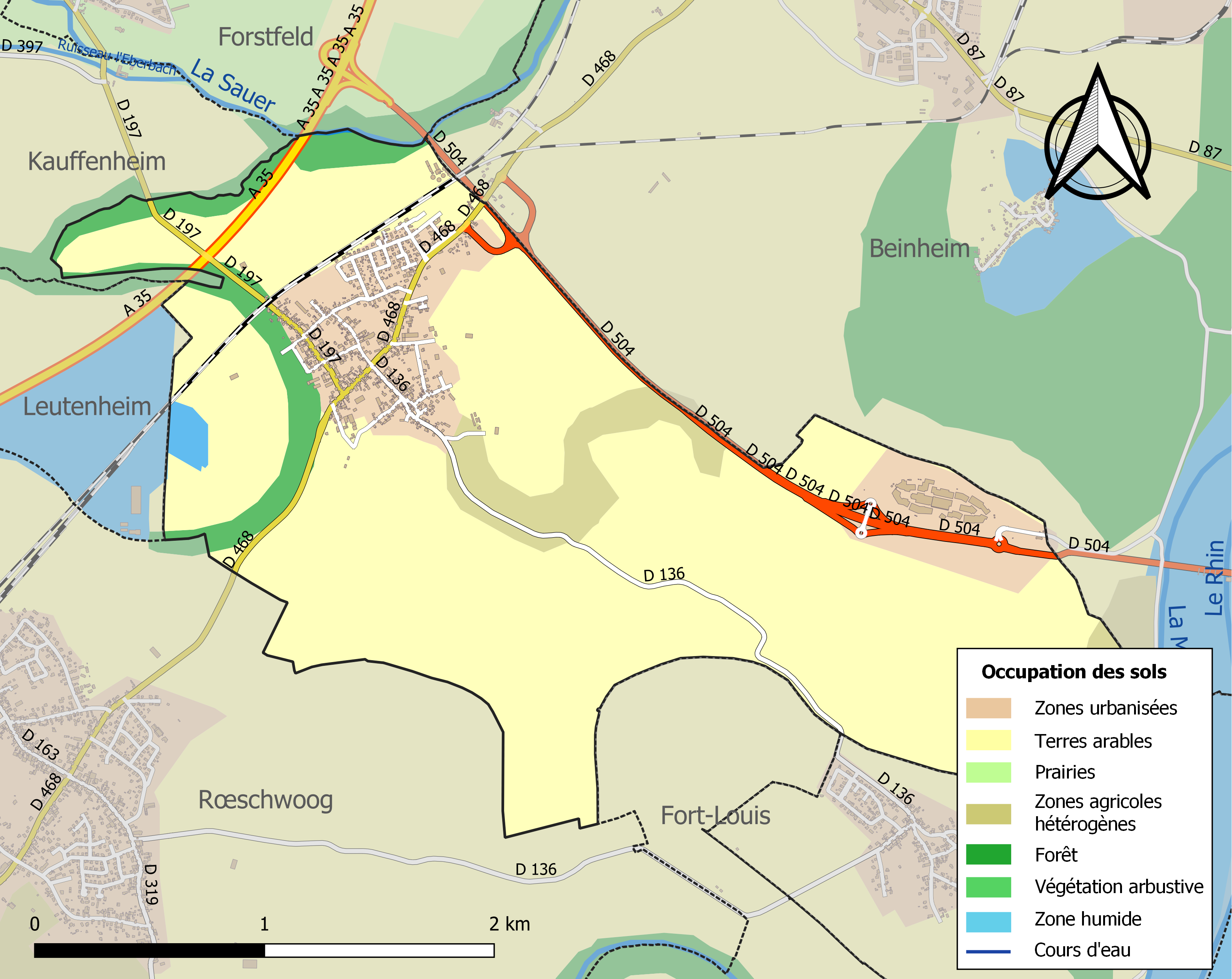
Carte des infrastructures et de l'occupation des sols de la commune en 2018 (CLC).

## Histoire
Le nom du village « Roppenheim », situé à l’extrême pointe nord de l’Uffried, est cité dès le XIIIe siècle, quand le 10 février 1207 l’empereur Philippe von Schwaben confirma la possession de domaines situés à Roppenheim à l’hôpital de Haguenau.
À partir du 26 janvier 1359, les barons de Fleckenstein s’approprièrent tous les droits sur Roppenheim. Après la disparition de la lignée masculine, par la mort de Henri Jakob de Fleckenstein en 1720, le roi Louis XV décida d’accorder tous les droits aux princes Rohan-Soubise qui en gardèrent le fief jusqu’à la Révolution de 1789.
Dès 1372, Roppenheim est cité comme paroisse du chapitre de Haguenau et avait un curé pour sa paroisse qui devint par la suite un rectorat. C’est en 1543 que les barons, qui étaient passés à la religion luthérienne, introduisirent la Réforme dans l’ensemble des communes de l’Uffried.

### Héraldique
| Blason de Roppenheim | Blason  | D'argent terrassé de sinople, senestré en chef d'un fer à cheval de sable. |
| Blason de Roppenheim | Détails |                                                                            |

## Politique et administration

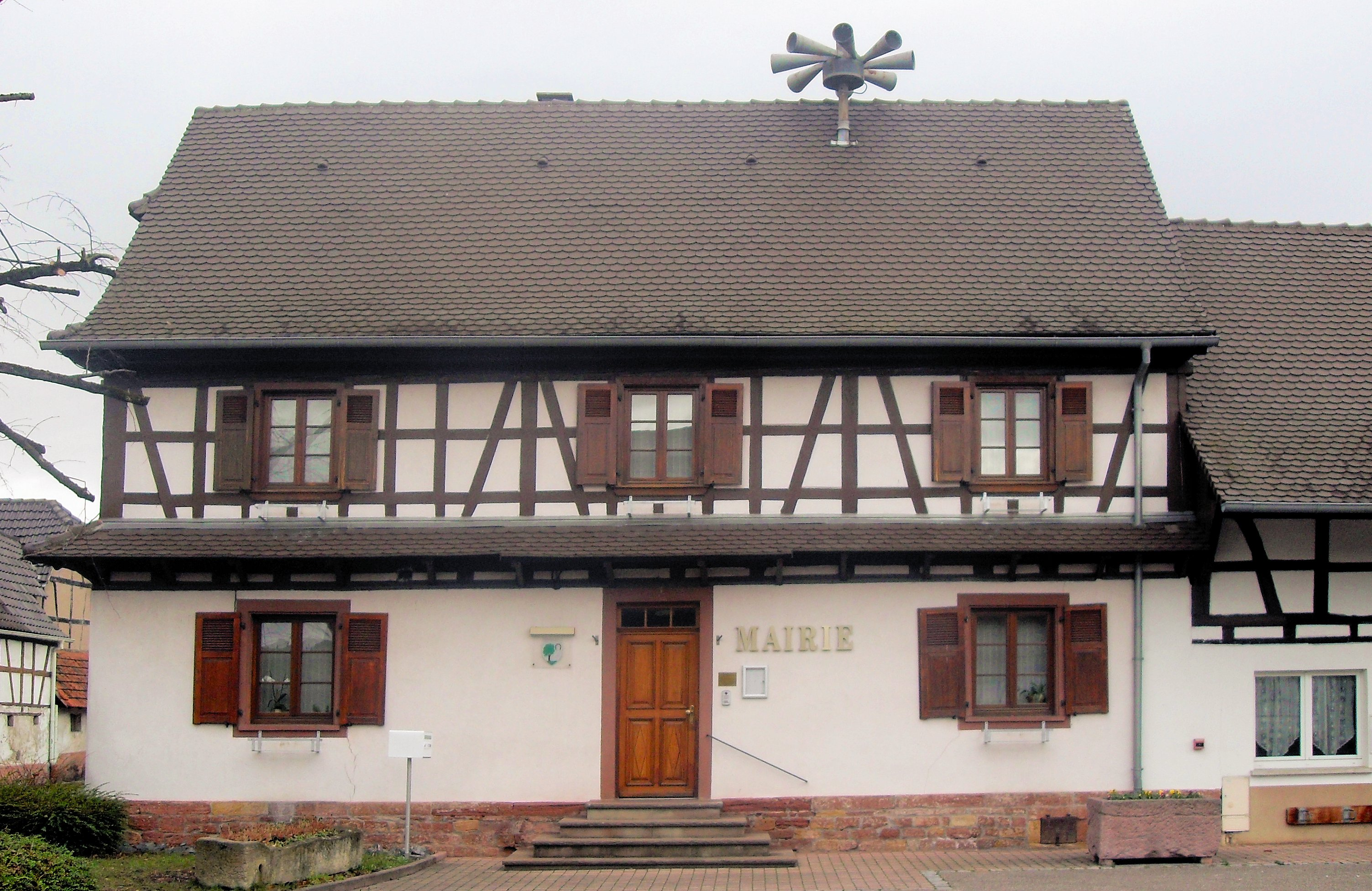
La mairie de Roppenheim.

## Démographie
L'évolution du nombre d'habitants est connue à travers les recensements de la population effectués dans la commune depuis 1793. Pour les communes de moins de 10 000 habitants, une enquête de recensement portant sur toute la population est réalisée tous les cinq ans, les populations de référence des années intermédiaires étant quant à elles estimées par interpolation ou extrapolation. Pour la commune, le premier recensement exhaustif entrant dans le cadre du nouveau dispositif a été réalisé en 2005.

En 2022, la commune comptait 1 039 habitants, en évolution de +6,02 % par rapport à 2016 (Bas-Rhin : +3,17 %, France hors Mayotte : +2,11 %).
| 1793 | 1800 | 1806 | 1821 | 1831 | 1836 | 1841 | 1846 | 1851 |
| ---- | ---- | ---- | ---- | ---- | ---- | ---- | ---- | ---- |
| 473  | 615  | 700  | 922  | 959  | 970  | 945  | 977  | 923  |

| 1856 | 1861 | 1866 | 1871 | 1875 | 1880 | 1885 | 1890 | 1895 |
| ---- | ---- | ---- | ---- | ---- | ---- | ---- | ---- | ---- |
| 800  | 852  | 914  | 913  | 912  | 867  | 790  | 739  | 756  |

| 1900 | 1905 | 1910 | 1921 | 1926 | 1931 | 1936 | 1946 | 1954 |
| ---- | ---- | ---- | ---- | ---- | ---- | ---- | ---- | ---- |
| 719  | 729  | 677  | 696  | 705  | 700  | 678  | 682  | 660  |

| 1962 | 1968 | 1975 | 1982 | 1990 | 1999 | 2005 | 2006 | 2010 |
| ---- | ---- | ---- | ---- | ---- | ---- | ---- | ---- | ---- |
| 687  | 719  | 721  | 690  | 808  | 942  | 956  | 941  | 941  |

| 2015 | 2020  | 2022  | - | - | - | - | - | - |
| ---- | ----- | ----- | - | - | - | - | - | - |
| 966  | 1 014 | 1 039 | - | - | - | - | - | - |

## Lieux et monuments
Église protestante Saint-Michel
La construction de l’église Saint Michel est achevée en 1623. Cette église sera aussi une forteresse durant des conflits. C'est pour cela que le clocher et la tour en elle-même sont penchés et avec des murs très épais et des petites fenêtres permettant de se protéger. Sa chaire en style Renaissance datant de 1672 ainsi que l’orgue construit en 1791 par Michel Stiehr, facteur d’orgue à Seltz, figurent à l’inventaire des monuments historiques. Un certain nombre de pierres tombales des Fleckenstein ont été retrouvées et se trouvent près de l'église.
Le presbytère protestant et sa grange dimière ( dernière en Alsace) construit au début du XVIIIe siècle sont remarquables. Ancien pavillon de chasse, il servit au logement des « Vogt » de l’époque, construction dont l’harmonie, la symétrie et le toit à quatre pentes traduisent le style Louis XV avec la particularité d’être construit en colombages alsaciens.
Église catholique Saint-Joseph
L'église catholique Saint-Joseph, construite sur initiative personnelle du curé Joseph Baer (Neuhaeusel) de 1885 (bénédiction de pose de la première pierre : le 25 juin 1885) à 1886, inaugurée le 10 janvier 1888, fut seulement mise en service après la fin du simultaneum prononcé le 9 décembre 1899 après 14 années de négociations.
Roppenheim The Style Outlets
Roppenheim The Style Outlets est un « village de marques » ouvert en 2012 et comprenant une centaine de boutiques. Le centre a été conçu comme un village fortifié avec une architecture de style néo-Renaissance et néo-baroque.

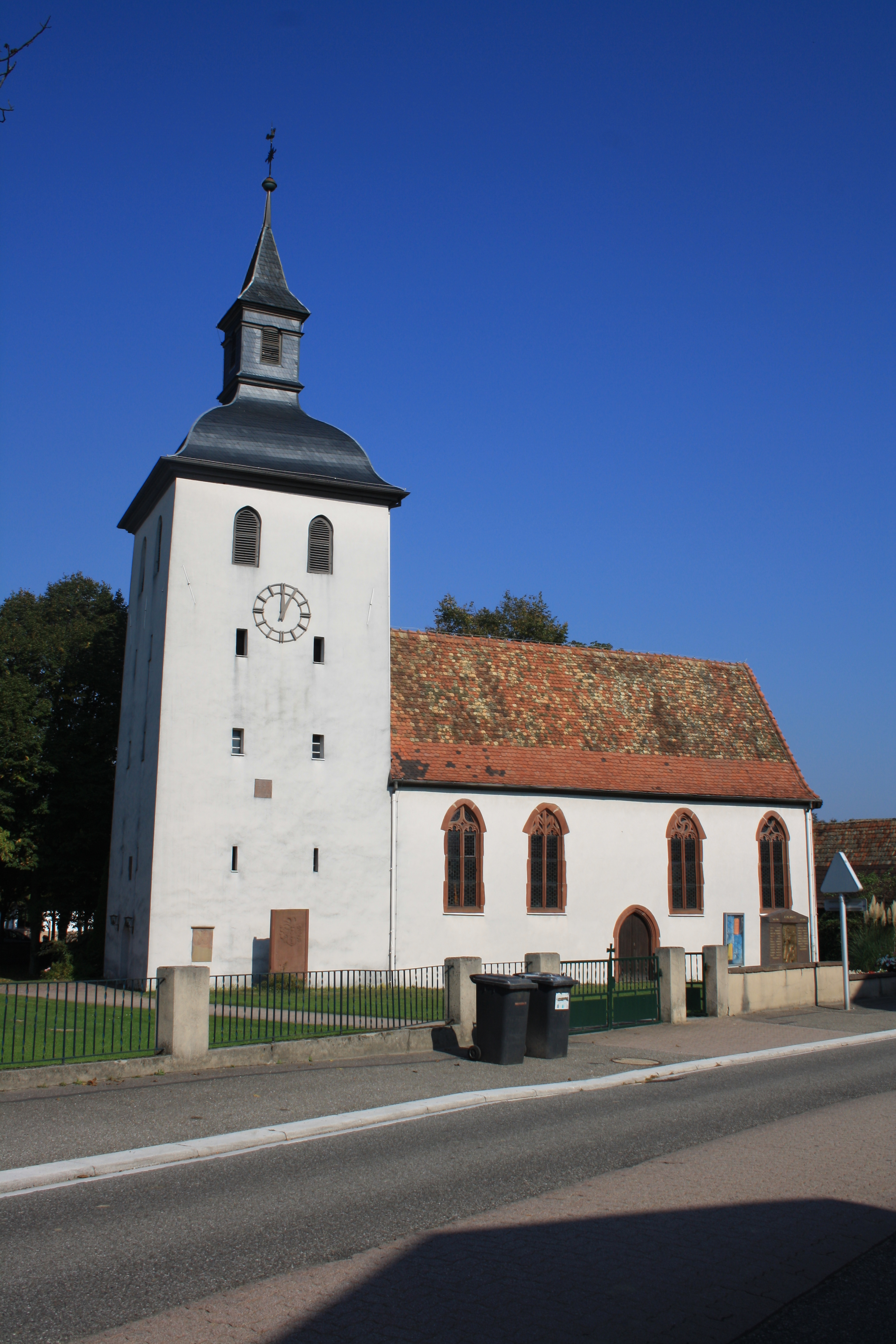
Église protestante Saint-Michel (XVIe-XVIIe).
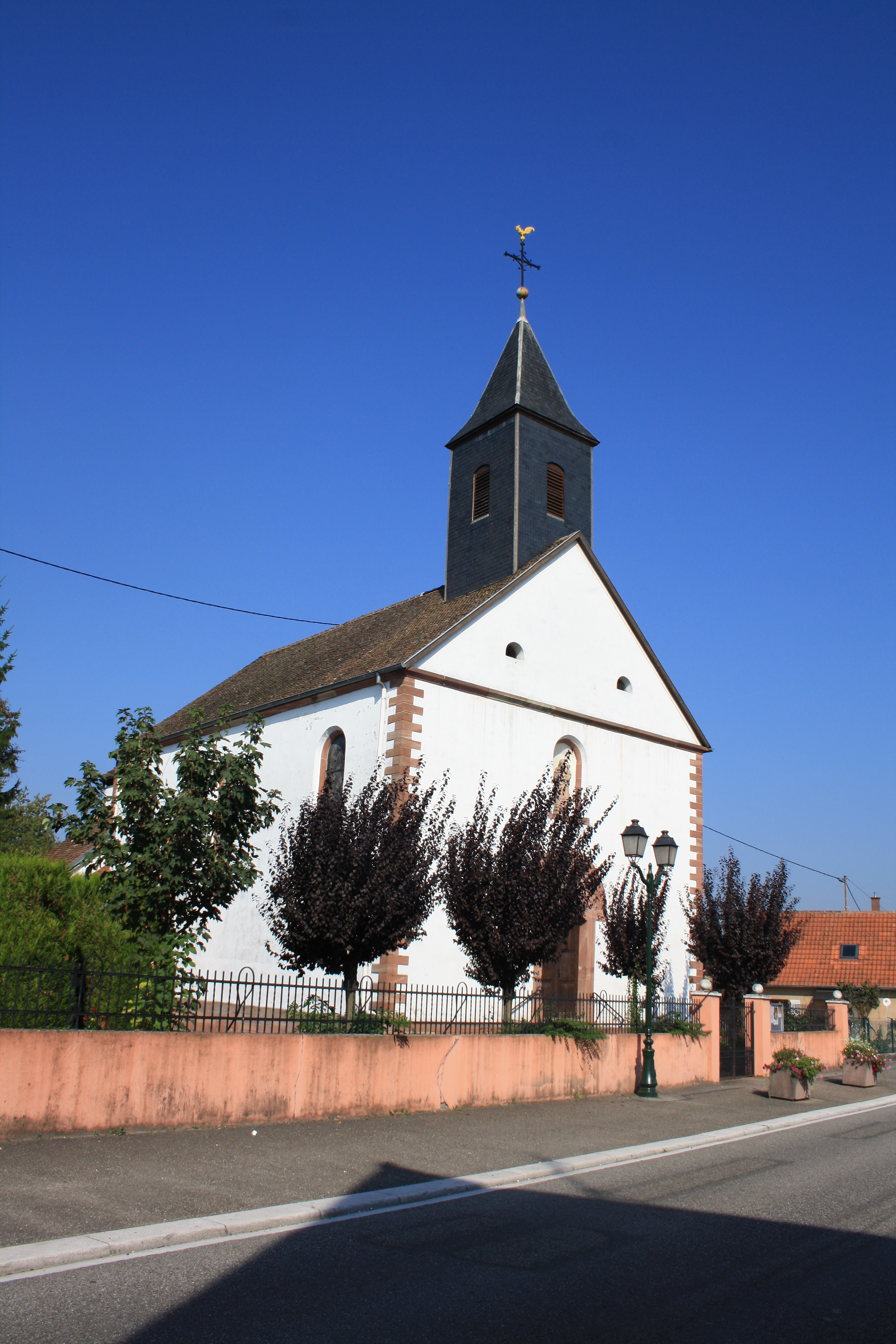
Église catholique Saint-Joseph (1885).
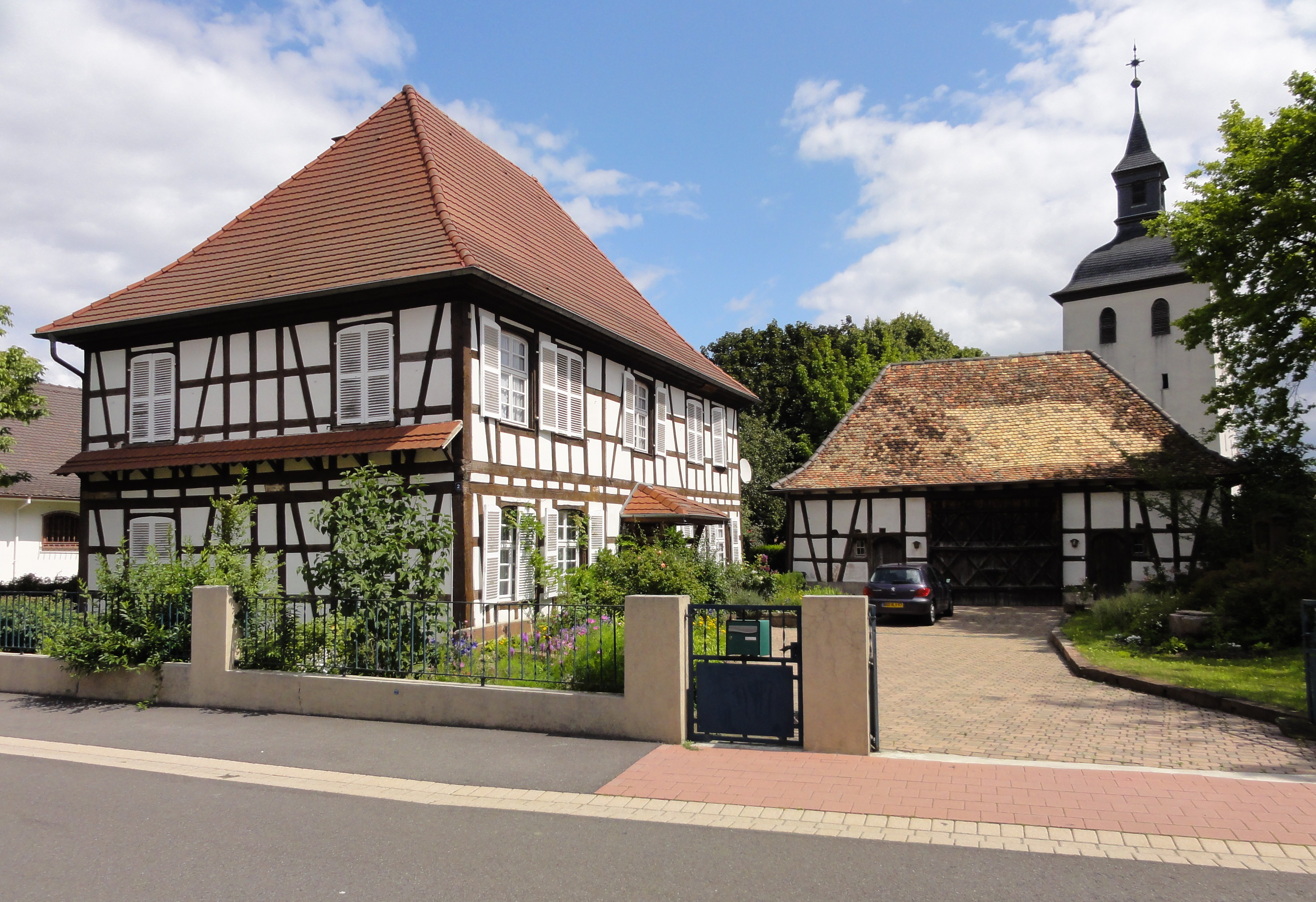
Presbytère protestant (XVIIIe) et grange dîmière.
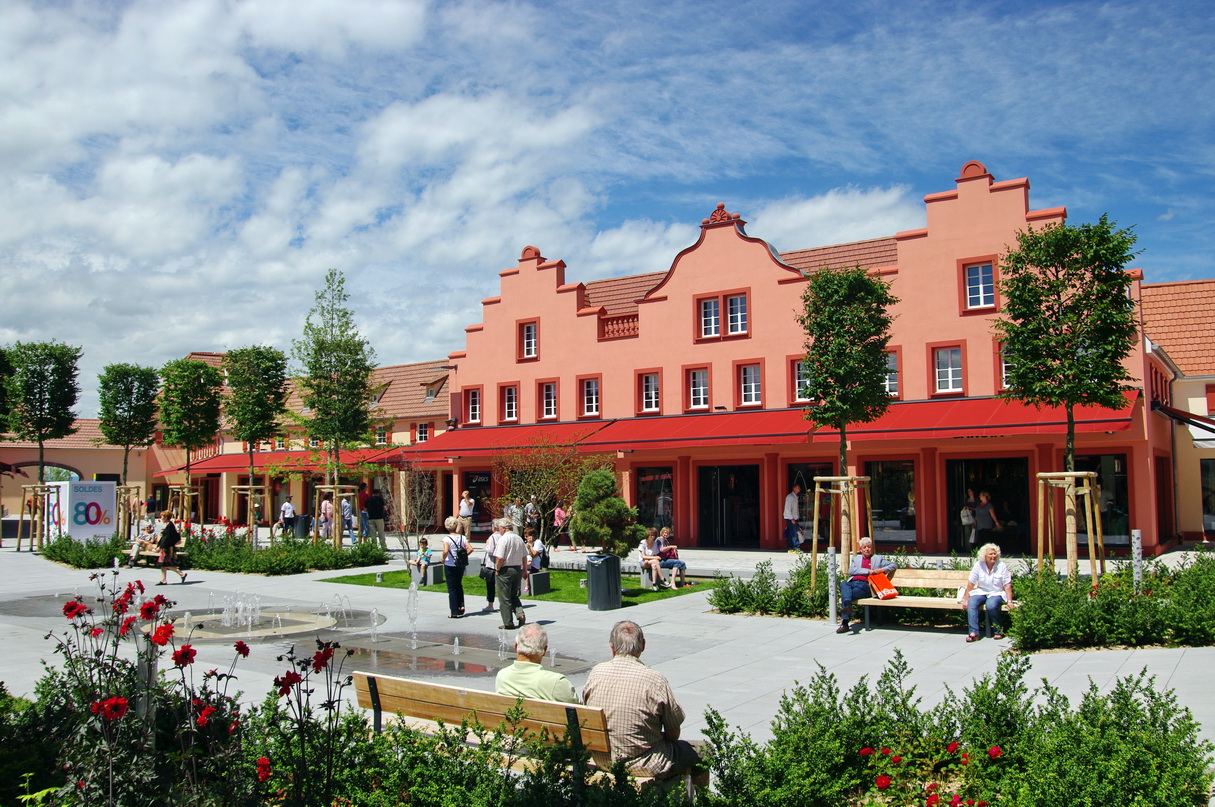
Outlet-Center Roppenheim.
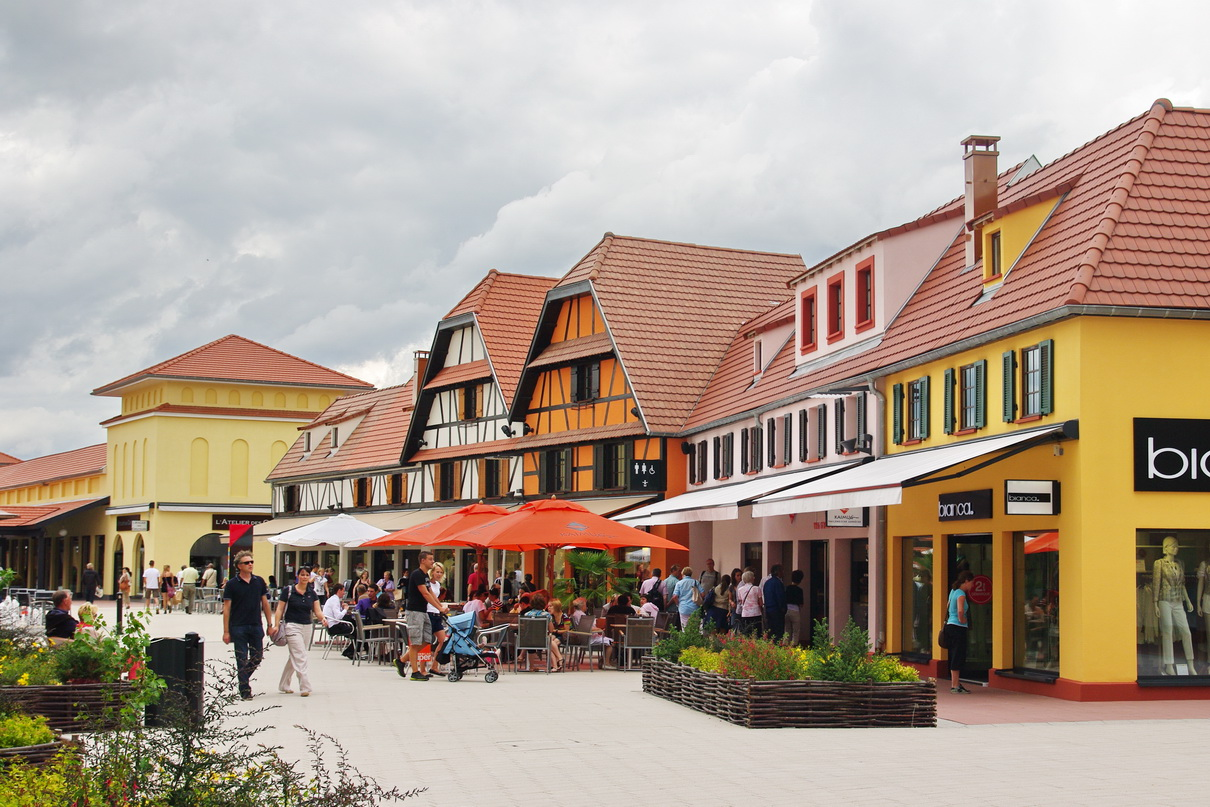
Outlet-Center Roppenheim.

## Événements et fêtes
- Le dernier week-end de septembre et le premier dimanche d'octobre : messti du village.
- Réputé dans la région, le carnaval de Roppenheim réunit de nombreux chars chaque année